# Festival hrvatske šansone Zvonimir Golob
Festival hrvatske šansone Zvonimir Golob je hrvatski glazbeni festival.
Ime je dobio u spomen na hrvatskog šansonijera i pjesnika Zvonimira Goloba.
Organizira ga Udruga branitelja, invalida i udovica Domovinskog rata (UBIUDR) koprivničkog poduzeća Podravke.
Održava se od 2009. godine u Koprivnici. Festival je osmislio Mladen Pavković.
1. festival je bio održan 23. ožujka 2009. godine.

## Festivali

### 1. festival 2009.
Voditelji: Kostadinka Velkovska i Vojo Šiljak
Sudionici: 
- pjevači:

Čedo Antolić, Lidija Bajuk i Matija Dedić, Igor Brešan i Natalija Imbrišak, Gordana Evačić, Žan Jakopač i Mazguni, Toni Janković (bivši član Divljih jagoda), Selma Kapetanović, Lada Kos/Lela Margitić, Bruno Krajcar, Stjepan Križan, Željka Marinović i Berislav Blažević, Mladen Medak– Gaga, Livio Morosin, Daniel Načinović, Dragutin Novaković-Šarli, Mirjana Pospiš, Nano Prša, Milivoj Štefanec i Zvonko Zidarić.
- ostali glazbenici:

Toni Eterović, Jurica Karuza
Gosti: 
- predstavnici Studija 64/Zagrebačke škole šansone - Arsen Dedić, Hrvoje Hegedušić, Zvonko Špišić, Pero Gotovac i Ivica Krajač
- francuska šansonijerka Caroline Personne

Festivalski umjetnički direktor je bio Miroslav Evačić, a izvršni direktor je bio Mladen Pavković.